# 交響曲第49番 (ハイドン)
交響曲第49番 ヘ短調 Hob. I:49 は、フランツ・ヨーゼフ・ハイドンが1768年に作曲した交響曲。『受難』（イタリア語: La passione）の愛称で知られている。

## 概要
いわゆる、ハイドンの「シュトゥルム・ウント・ドラング（疾風怒濤）期」に書かれた短調の交響曲の一つであり、自筆原稿から1768年に作曲されたことがわかっている。
ハイドン自身の命名ではないものの、現在は『受難』という愛称で呼ばれており、これはおそらく第26番『ラメンタチオーネ』と同様の「受難交響曲」であったとH.C.ロビンス・ランドンや大宮真琴は考えているが、古くは『陽気なクエーカー教徒』（イタリア語: Il Quakero di bel´humore）という、今とは全く異なる愛称で呼ばれていることをエレーン・シスマンは指摘した。
ジェームズ・ウェブスターは『受難』の愛称が真正のものではなく、また受難週や復活祭と関連する証拠は何もないとして、むしろ劇付随音楽に由来する可能性があるとしている。

## 楽器編成
オーボエ2、ホルン2、第1ヴァイオリン、第2ヴァイオリン、ヴィオラ、低音（チェロ、ファゴット、コントラバス）。

## 曲の構成
全4楽章、演奏時間は約20分。ハイドンの交響曲としては、緩徐楽章から始まる教会ソナタ風の構成を持つ最後の作品であり、すべての楽章が同じヘ短調の調性を持つ。
- 第1楽章 アダージョ
ヘ短調、4分の3拍子、ソナタ形式。
お使いのブラウザーでは、音声再生がサポートされていません。音声ファイルをダウンロードをお試しください。

- 第2楽章 アレグロ・ディ・モルト
ヘ短調、4分の4拍子、ソナタ形式。
お使いのブラウザーでは、音声再生がサポートされていません。音声ファイルをダウンロードをお試しください。
提示部はヴァイオリンによる極端な跳躍音程の主題ではじまり、すぐに変イ長調に変わる。展開部は長調のまま開始する。曲の構造は比較的単純である。

- 第3楽章 メヌエット - トリオ
ヘ短調 - ヘ長調、4分の3拍子。
お使いのブラウザーでは、音声再生がサポートされていません。音声ファイルをダウンロードをお試しください。
お使いのブラウザーでは、音声再生がサポートされていません。音声ファイルをダウンロードをお試しください。
メヌエット主部の先頭3音は第1楽章の主題と同じである。トリオはヘ長調に変わる。

- 第4楽章 フィナーレ：プレスト
ヘ短調、2分の2拍子（アラ・ブレーヴェ）、ソナタ形式。
お使いのブラウザーでは、音声再生がサポートされていません。音声ファイルをダウンロードをお試しください。
弦楽器が主体で、管楽器は和音を伸ばすのがほとんどだが、再現部の手前でオーボエが8小節にわたって主題を演奏するのが目立つ。